# Agariciidae
Agariciidae  is een familie van neteldieren uit de klasse van de Anthozoa (bloemdieren). 

## Geslachten
- Agaricia Lamarck, 1801
- Coeloseris Vaughan, 1918
- Dactylotrochus Wells, 1954
- Gardineroseris Scheer & Pillai, 1974
- Helioseris Milne Edwards & Haime, 1849
- Leptoseris Milne Edwards & Haime, 1849
- Pachyseris Milne Edwards & Haime, 1849
- Pavona Lamarck, 1801